# Landtagswahlkreis Mettmann III – Mülheim II
Der Landtagswahlkreis Mettmann III – Mülheim II (Organisationsziffer 39) ist einer von derzeit 128 Wahlkreisen in Nordrhein-Westfalen, die jeweils einen mit der einfachen Mehrheit direkt gewählten Abgeordneten in den Landtag entsenden.
Zum Wahlkreis 38 Mettmann III – Mülheim II gehören die kreisangehörigen Städte Heiligenhaus und Ratingen im Kreis Mettmann und von der Stadt Mülheim die Kommunalwahlbezirke 26 Saarner Kuppe und 27 Saarn-Süd/Mintard/Selbeck.

## Landtagswahl 2022
Wahlberechtigt zur Landtagswahl 2022 waren 93.722 Einwohner des Wahlkreises. Die Wahlbeteiligung lag bei 60,0 %.
| Direktkandidat        | Erststimmen in % | Partei     | Zweitstimmen in % |
| --------------------- | ---------------- | ---------- | ----------------- |
| Jan Heinisch          | 43,1             | CDU        | 39,4              |
| Elisabeth Müller-Witt | 25,4             | SPD        | 23,5              |
| Ute Meier             | 16,7             | GRÜNE      | 18,1              |
| Alexander Steffen     | 5,9              | FDP        | 7,3               |
| Bernd Ulrich          | 4,9              | AfD        | 4,7               |
| Nina Eumann           | 1,5              | LINKE      | 1,3               |
| Sarah Burg            | 2,4              | Die PARTEI | 1,4               |
| -                     | -                | Sonstige   | 4,3               |

Neben dem direktgewählten Abgeordneten Jan Heinisch (CDU) erreichte auch Elisabeth Müller-Witt (SPD) über die SPD-Landesliste den Einzug ins Parlament.

## Landtagswahl 2017
Wahlberechtigt zur Landtagswahl 2017 waren 87.108 Einwohner des Wahlkreises. Die Wahlbeteiligung lag bei 61,4 %.
| Direktkandidat        | Erststimmen in % | Partei   | Zweitstimmen in % |
| --------------------- | ---------------- | -------- | ----------------- |
| Elisabeth Müller-Witt | 29,4             | SPD      | 27,0              |
| Jan Heinisch          | 47,2             | CDU      | 35,9              |
| Christian Otto        | 4,8              | GRÜNE    | 5,6               |
| Sebastian Höing       | 8,5              | FDP      | 16,7              |
| Frank Herrmann        | 1,4              | PIRATEN  | 0,9               |
| Frank Mühlensiepen    | 3,5              | LINKE    | 3,9               |
| Uwe Meisenkothen      | 5,1              | AfD      | 6,9               |
| -                     | -                | Sonstige | 3,0               |

Neben dem Wahlkreissieger Jan Heinisch (CDU), der das Mandat nach fünf Jahren von der SPD zurückgewann, es aber bereits am 29. Juni 2017 wegen der Berufung zum Staatssekretär niederlegte, wurde die bisherige Wahlkreisabgeordnete Elisabeth Müller-Witt über die SPD-Landesliste gewählt. Der bisherige Piratenabgeordnete Frank Herrmann, der aber ohnehin nicht mehr auf der Landesliste seiner Partei kandidiert hatte, schied mit seiner Partei aus dem Landtag aus.

## Landtagswahl 2012
Wahlberechtigt zur Landtagswahl 2012 waren 91.165 Einwohner des Wahlkreises. Die Wahlbeteiligung lag bei 61,4 %.
| Direktkandidat        | Erststimmen in % | Partei   | Zweitstimmen in % |
| --------------------- | ---------------- | -------- | ----------------- |
| Elisabeth Müller-Witt | 39,7             | SPD      | 36,3              |
| Wilhelm Droste        | 37,3             | CDU      | 27,6              |
| Susanne Stocks        | 8,1              | GRÜNE    | 10,4              |
| Gabriel Heinzmann     | 7,1              | PIRATEN  | 7,2               |
| Anna-Tina Pannes      | 5,9              | FDP      | 13,1              |
| Manfred Evers         | 1,9              | LINKE    | 1,8               |
| -                     | -                | Sonstige | 3,6               |

## Landtagswahl 2010
Wahlberechtigt zur Landtagswahl 2010 waren 89.247 Einwohner des Wahlkreises. Die Wahlbeteiligung lag bei 62,8 %.
| Direktkandidat        | Erststimmen in % | Partei   | Zweitstimmen in % |
| --------------------- | ---------------- | -------- | ----------------- |
| Wilhelm Droste        | 44,6             | CDU      | 39,1              |
| Elisabeth Müller-Witt | 34,0             | SPD      | 29,7              |
| Susanne Stocks        | 11,0             | GRÜNE    | 12,2              |
| Heinrich Bartels      | 5,6              | FDP      | 9,0               |
| Karl Mühlsiepen       | 4,7              | LINKE    | 4,4               |
| -                     | -                | Sonstige | 5,6               |

## Landtagswahl 2005
Wahlberechtigt zur Landtagswahl 2005 waren 89.833 Einwohner des Wahlkreises. Die Wahlbeteiligung lag bei 66,0 %.
Bei der Landtagswahl in Nordrhein-Westfalen 2005 am 22. Mai 2005 erreichten die im Wahlkreis angetretenen Parteien folgende Prozentzahlen der abgegebenen gültigen Stimmen:
CDU 48,0, SPD 34,0, FDP 8,0, Grüne 5,4, WASG 1,6, GRAUE 1,1, REP 0,9, PDS 0,8.
Direkt gewählter Abgeordneter des Wahlkreises Mettmann III war 2005 Wilhelm Droste (CDU).
| Direktkandidat 2005     | Partei | 2005 Stimmen in % | 2000 Stimmen in % |
| ----------------------- | ------ | ----------------- | ----------------- |
| Hans Kraft              | SPD    | 34,0              | 38,6              |
| Wilhelm Droste          | CDU    | 48,0              | 37,5              |
| Manfred Kundt           | FDP    | 8,0               | 13,3              |
| Charlotte Fischer-Simon | GRÜNE  | 5,4               | 6,5               |
| Stefan Worring          | REP    | 0,9               | 1,0               |
| Manfred Evers           | PDS    | 0,8               | 0,9               |
| Heinz Knut Frese        | GRAUE  | 1,1               | -                 |
| Cornelia Alms           | WASG   | 1,6               | -                 |

## Geschichte
| Wahl | Wahlkreisname   | Gebiet         | Wahlkreissieger             |
| ---- | --------------- | -------------- | --------------------------- |
| 2017 | 38 Mettmann III | Kreis Mettmann | Jan Heinisch (CDU)          |
| 2012 | 38 Mettmann III | Kreis Mettmann | Elisabeth Müller-Witt (SPD) |
| 2010 | 38 Mettmann III | Kreis Mettmann | Wilhelm Droste (CDU)        |
| 2005 | 38 Mettmann III | Kreis Mettmann | Wilhelm Droste (CDU)        |
| 2000 | 38 Mettmann III | Kreis Mettmann | Hans Kraft (SPD)            |